# 类四腺柳
类四腺柳（学名：Salix paratetradenia）为杨柳科柳属的植物，为中国的特有植物。分布于中国大陆的西藏等地，生长于海拔2,500米至4,300米的地区，多生长在河流旁、泥石流的沙石滩上、山坡灌丛和林缘，目前尚未由人工引种栽培。

## 异名
- Salix paratetradenia C. Wang et P. Y. Fu var. yatungensis C. Wang et P. Y. Fu